# Mioacris longicauda
Mioacris longicauda är en insektsart som först beskrevs av Hermann Burmeister 1838.  Mioacris longicauda ingår i släktet Mioacris och familjen vårtbitare. Inga underarter finns listade i Catalogue of Life.